# Василёк Гербера
Василёк Ге́рбера (лат. Centauréa gerbéri) — растение, вид рода Василёк семейства Астровые, или Сложноцветные.

## Ареал и среда обитания
Российский эндемик среднедонских, нижнедонских и приволжских песчаных массивов. Отмечен в низовьях Волги, Заволжье, среднем Дону и Восточном Причерноморье. Произрастает на развеваемых бугристых песках надпойменных террас и на водораздельных песчаных массивах.

## Ботаническое описание
Многолетнее растение.
Стебель от 25 до 60 см, ветвистый, вместе с листьями паутинистый.
Верхние листья цельные, нижние рассечённые на узкие сегменты.
Корзинки с широкоовальной обёрткой, 13—15 мм длиной, 12—14 мм шириной. Придатки листьев прозрачные, округлые. Венчики в сухом виде бледно-жёлтые, в живом — кремовые, очень редко розоватые. Цветёт в июне — сентябре.
Летучка равна или немного короче семянки. Семянка гладкая, тонко и мягко волосистая, длиной до 5 мм.
Размножение семенное.

## Охранный статус
Включён в Красные книги Ростовской и Волгоградской областей.